# مؤسسة البحوث الألمانية
مؤسسة البحوث الألمانية (بالألمانية: Deutsche Forschungsgemeinschaft) أو اختصارا DFG، هي مرحلة هامة لتمويل البحوث الألمانية والمنظمة أكبر منظمة من هذا القبيل في أوروبا. وDFG تدعم البحوث في مجال العلوم والهندسة، والعلوم الإنسانية من خلال مجموعة كبيرة ومتنوعة من برامج المنح والجوائز، وتمويل البنية الأساسية. ويستند تنظيم ذاتي في بون والتي تمولها الولايات الألمانية والحكومة الاتحادية. فقط جامعات الأبحاث الرائدة في ألمانيا هي أعضاء في DFG.

## خلفية
في عام 1937، أعيدت تسمية دير Notgemeinschaft Wissenschaft (NG) ودويتشه جيمينشافت زور Erhaltung اوند Förderung دير الإضافية اطلعوا ("الجمعية الألمانية لدعم والنهوض للبحوث العلمية") ، ليعرف باختصار باسم جمعية الألمانية للبحوث (DFG). في نهاية الحرب العالمية الثانية في ألمانيا، في عام 1945 ، كان DFG لم تعد نشطة. في عام 1949 ، بعد تشكيل لجمهورية ألمانيا الاتحادية، وأعيد تأسيسها كما NG ، ومرة أخرى من عام 1951 كما DFG [1] [2]
منظمة
وDFG هو عضو في المجلس الدولي للعلوم والعديد من نظرائهم في جميع أنحاء العالم مثل مؤسسة العلوم الطبيعية الوطنية الصينية، ومؤسسة العلوم الوطنية (الولايات المتحدة) ، والأكاديمية الملكية (المملكة المتحدة). وDFG ومكاتب تمثيلية عدة في آسيا وأمريكا الشمالية وأوروبا وأيضا يحافظ على المركز الصينى لتعزيز الأبحاث الألمانية، والتي تأسست بالتعاون بين DFG والمؤسسة الوطنية للعلوم الطبيعية في الصين.

## وصلات خارجية
Greenpilot
الظاهري مكتبة علم الموسيقى
تلاحظ
^ هينتشل، كبير الموظين 1996 ، الملحق (أ)
^ Heilbron ، 2000 ، ص 90-92.